# Culicoides sejfadinei
Culicoides sejfadinei är en tvåvingeart som beskrevs av Dzhafarov 1958. Culicoides sejfadinei ingår i släktet Culicoides och familjen svidknott. Inga underarter finns listade i Catalogue of Life.